# Inga Bursell
Inga Bursell, född 1935 på Öland, är en svensk tecknare och skulptör.
Bursell studerade vid Famous Artists School i Nederländerna samt under studieresor till Frankrike och Ungern. Hennes konst består av romantiska målningar med porträtt, barnbilder, djur och landskapsmålningar med öländsk natur. Bursell är representerad vid ett flertal kommuner och landsting.